# HP ProLiant

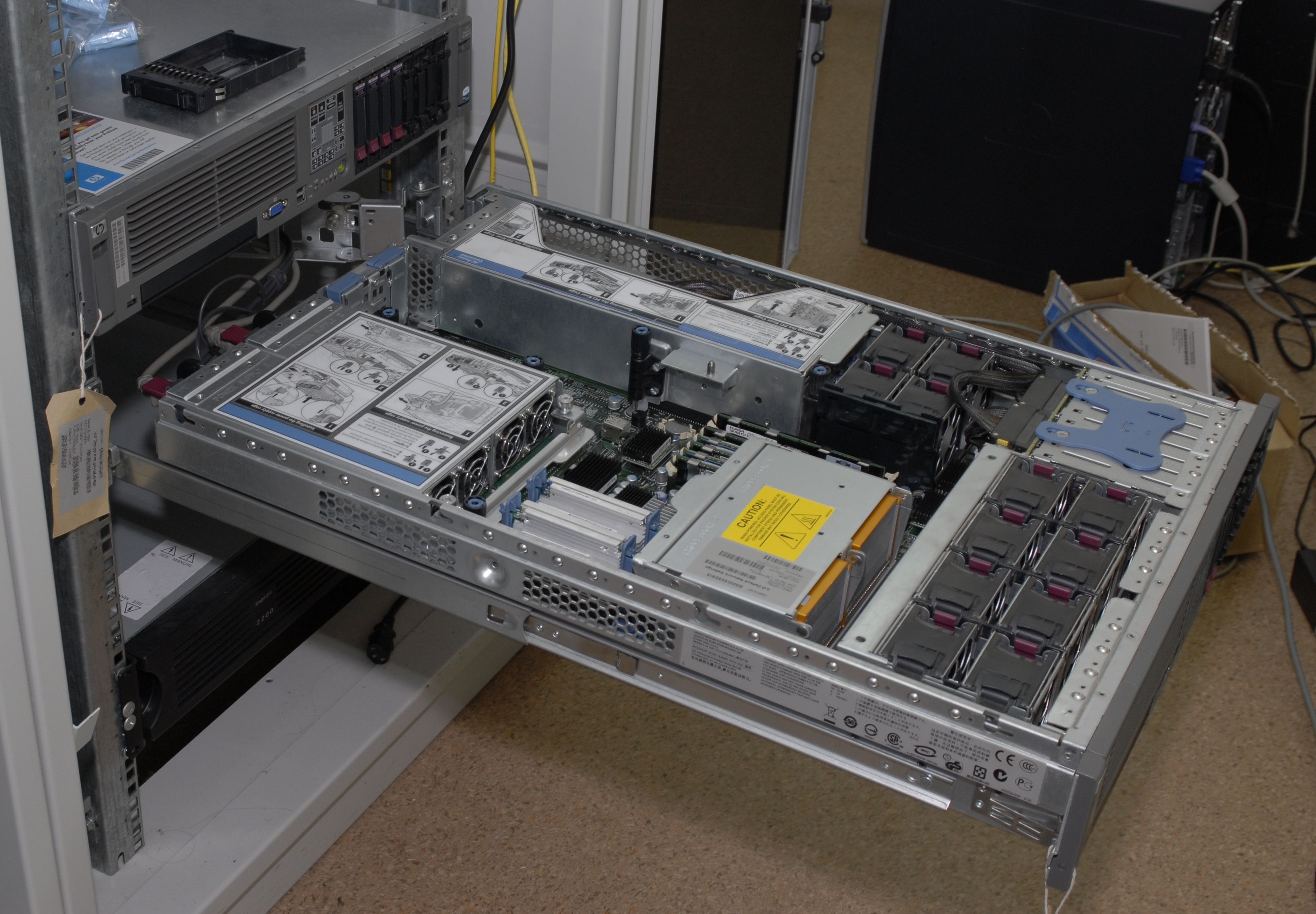
HP ProLiant DL380 G5

HP ProLiant（エイチピー プロライアント）は、ヒューレット・パッカード（HP）社が開発・販売をするx86サーバのブランド名。
1994年にProLiantの名称で旧コンパック社が発売開始して以来、2002年のHPとの合併により製品名称をHP ProLiantに変更し、現在まで開発・販売を続けている。2018年1月現在の最新世代は第10世代を示すGeneration 10(Gen10)となる。

## 筐体
HP ProLiantは4つの主要な製品ラインに分かれている。それぞれのラインは、一部の例外を除きフォームファクタによって分類される。
- HP ProLiant MLライン - 内部拡張性を重視した、タワー型の製品ライン。一部機種ではラックマウント型も販売している。
- HP ProLiant DLライン - 実装密度と拡張性のバランスに優れる、ラックマウント型の製品ライン。4ライン中、最も製品数が多い。
- HP ProLiant SLライン - スケールアウト用途に適した、ラックマウント型の製品ライン。軽量化・低消費電力化を図っている。
- HP ProLiant BLライン - 高密度性を重視したブレード型の製品ライン。詳細はHP BladeSystemを参照。

## シリーズ
製品の仕様によって100、200、300、400、500、600、900のいくつかのシリーズに分かれており、一般的には百の位の数字が大きいほど、高い拡張性と可用性を備えている。なお700シリーズはすでに販売を終了している。また800シリーズが抜けているが、これはブレード型のHP Integrityで採用されているため。百の位が偶数のシリーズ（200、400、600）は、HP ProLiant BLラインのみのシリーズとなる。また、シリーズによって搭載可能なプロセッサ数が異なる。詳細は下記の表を参照。
|             | 搭載可能な プロセッサ数 | MLライン | DLライン | SLライン | BLライン |
| ----------- | ----------------------- | -------- | -------- | -------- | -------- |
| 100シリーズ | 1または2                | ○        | ○        | ○        |          |
| 200シリーズ | 2                       |          |          | ○        | ○        |
| 300シリーズ | 2                       | ○        | ○        | ○        |          |
| 400シリーズ | 2                       |          |          |          | ○        |
| 500シリーズ | 4                       |          | ○        |          |          |
| 600シリーズ | 4                       |          |          |          | ○        |
| 900シリーズ | 8                       |          | ○        |          |          |

## 命名規則
製品名称はブランド名、ライン、シリーズ、グレード、世代の順で表記される。なお3桁の数字の末尾が0の場合はインテル製プロセッサを、5の場合はAMD製プロセッサを搭載する製品であることを示す。
例：HP ProLiant DL580 G7の場合
| ブランド名  | ライン | シリーズ | グレード | プロセッサ | 世代 |
| ----------- | ------ | -------- | -------- | ---------- | ---- |
| HP ProLiant | DL     | 5        | 8        | 0          | G7   |

またHP ProLiant SLラインおよびBLラインの全機種とDLラインの一部機種には、3桁の数字の後に小文字のアルファベットが付く。これは専用のエンクロージャー/シャーシに装着して稼働する製品であることを示す。
例
HP ProLiant SL230s Gen8 - s6500シャーシに装着して稼働
HP ProLiant BL460c Gen8 - HP BladeSystem c-Class エンクロージャに装着して稼働

## サーバ管理ソフトウェアによる機能拡張
HP ProLiant にはシステムのインストレーション、構成、管理を支援するツールが無償で添付される。その代表的なものが初期セットアップを簡単かつ迅速に行うSmartStart、HP製のサーバおよびストレージ製品群を一元的に管理するHP Systems Insight Manager（HP SIM）、遠隔地からの操作を可能にするHP Integrated Lights-Out（iLO）などである。また、有償のサーバ管理ソフトウェア HP Insight ソフトウェアを提供しており、これをHP ProLiantと組み合わせることにより高度なリモート管理、消費電力の制御、仮想マシン管理、サーバ移行支援などの機能を付加する。

## オペレーティングシステム、仮想化ソフトウェア
HP ProLiantに対応するOSおよび仮想化ソフトウェアにはMicrosoft Windows、Citrix XenServer、Red Hat Enterprise Linux、SUSE Linux Enterprise Server、Novell NetWare、Novell Open Enterprise Server、Oracle Enterprise Linux、Oracle Solaris, VMware vSphereなどがある。

詳細な対応情報はHP社の対応一覧ページを参照。